# Sexto Doutor
O Sexto Doutor (em inglês:  Sixth Doctor) é uma encarnação do Doutor, o protagonista da série de ficção científica da BBC Doctor Who. Foi interpretado por Colin Baker entre 1984  a 1986 (desde o último arco da vigésima primeira temporada até o fim da vigésima terceira temporada).
A chegada do sexto Doutor trouxe de volta a personalidade muito similar a sua primeira encarnação, consideravelmente mais extravagante e exagerado o sexto Doutor se achava o mais inteligente e brilhante dos seres. Isso fez com que as pessoas tivessem uma rejeição inicial a essa personalidade tão diferente das anteriores. Além disso, a vigésima segunda temporada recebeu duras críticas devido a seu contexto mais "violento".

## Uma Breve História
A regeneração do quinto para o sexto Doutor foi complicada, inclusive por alguns instantes o sexto Doutor não foi capaz de reconhecer os elementos e o ambiente onde estava e quase estrangulou Peri, sem lembrar que foi exatamente para salvar sua vida que ele passou pelo processo de regeneração.
No momento de sua regeneração sua acompanhante era Peri Brown (Nicola Bryant), uma estudante americana. Em suas viagens iniciais com Peri, o sexto Doutor abusou da sua personalidade mais dominante. O relacionamento entre Peri e essa encarnação do Doutor foi um tanto quanto perturbada. Por querer exercer o total controle das situações, muitas vezes as ações do Doutor eram contestadas e até mesmo desacreditadas. E pareciam que tais ações eram muitas vezes tomadas por motivos errados, mais especificamente para agradar ao seu ego.
A chegada de uma nova acompanhante, Mel (Bonnie Langford) fez mudar um pouco esse lado extremamente dominante do Doutor. Mel era uma programadora do século XX. E foi ela quem esteve ao lado do sexto Doutor quando ele passou pelo processo de regeneração para a sétima encarnação.

## Características
Em contraste com sua última encarnação, o Sexto Doutor era arrogante, dramático, teimoso e tinha um grande ego, acreditando ser superior a todos que encontrava. Apesar disso, também possuía um lado mais emotivo e preocupado, sempre determinado em salvar todos aqueles que podia. Ele adorava uma citação, sempre soltando alguma que achava apropriada para a aventura em que ele e suas companheiras estavam. Era mais violento que seus antecessores, capaz até de matar. Passou a maior parte de suas viagens com apenas uma companheira.
O sexto Doutor era consideravelmente mais arrogante, descuidado, dramático e até mesmo egocêntrico. Além dessas características essa encarnação era também plenamente mais teimosa que as demais, e instantaneamente acreditava ser superior a tudo e todos. Mesmo assim, ele possuía grandes momentos de compaixão, e conforme foi envelhecendo essa compaixão começou a se sobrepor ao egocentrismo. E como de costume, ele achava que seu intelecto justificava seu comportamento arrogante.
O sexto Doutor gostava muito de gatos, e em mais de uma ocasião usou em sua lapela ou colarinho pingentes e broches no formato desses animais.
Alguns problemas na produção da série em meados dos anos 80 causaram o corte adiantado do “reinado” do sexto Doutor, e por um longo tempo depois disso Colin Baker carregou o título do Doutor mais antipático.

## Aparência
Colin Baker queria vestir seu Doutor inteiramente de preto, mais especificamente em veludo preto, para refletir a personalidade mais obscura do Sexto Doutor. É seguro dizer que essa ideia não foi adiante, já que o sexto Doutor se vestia com roupas bastante coloridas (inclusive o Colin Baker passou a referir ao seu vestuário como a demonstração de uma explosão do arco-íris).
O traje do sexto Doutor era composto principalmente de seu casaco vermelho com retalhos verde, amarelo, rosa e xadrez. Ele também usava a já tradicional camisa branca com pontos de interrogação bordados na gola (herança dos dois Doutores anteriores).
Havia uma variação de coletes e gravatas no guarda-roupa do sexto Doutor, sendo o mais conhecido o colete de malha marrom que ele usava com uma gravata de bolinhas turquesa. Posteriormente a cor do colete foi mudada para um tom mais avermelhado (essa mesma tonalidade foi aplicada também a gravata)[carece de fontes?]
Suas calças eram amarelas e listradas, e seu calçado preferido era um par de botas do tipo “ankle boots” verde e preta com detalhes em laranja.  Além disso o Doutor os usava, já mencionados, apetrechos no formato de gatos.